# جيمس تي روزنباوم
جيمس تي روزنباوم (بالإنجليزية: James T. Rosenbaum)‏ هو طبيب عيون وطبيب أمريكي، ولد في 29 سبتمبر 1949.